# ديبورا روبرتس
ديبورا روبرتس (بالإنجليزية: Deborah Roberts)‏ هي صحفية أمريكية، ولدت في 20 سبتمبر 1960 في بيري في الولايات المتحدة.

## وصلات خارجية
- ديبورا روبرتس على موقع IMDb (الإنجليزية)
- ديبورا روبرتس على موقع قاعدة بيانات الفيلم (الإنجليزية)